# Anne Zenoni
Anne Zenoni (Albi, 26 marzo 1971) è un'ex calciatrice francese, di ruolo attaccante.

## Carriera

### Club
Nata nel 1971 ad Albi, in Occitania, centro-sud della Francia, a 21 anni è arrivata in prima squadra con il Tolosa. Retrocessa in Division 2 Féminine alla sua prima stagione, con il 10º posto nel primo campionato di Division 1 a girone unico, è tornata prontamente in massima serie vincendo la Division 2 1993-1994.
Con il Tolosa ha vinto 4 campionati francesi consecutivi, dal 1999 al 2002. Nella sua ultima stagione la sua squadra, il Tolosa OAC, si era unita al Tolosa maschile, diventando Tolosa FC. Nella stessa annata, oltre al titolo nazionale, ha vinto anche la prima edizione della Coppa di Francia, battendo 2-0 in finale il FC Lione, ed è arrivata in semifinale di Women's Cup, anch'essa alla sua prima edizione, battuta dalle tedesche dell'1. FFC Francoforte, poi campionesse.
Si è ritirata nel 2002, a 31 anni, dopo che l'anno prima aveva vinto il premio di miglior giocatrice della Division 1 ai Trophées UNFP du football, riconoscimento assegnato per la prima volta.

### Nazionale
Ha debuttato in nazionale maggiore il 28 marzo 1992, in amichevole a Marsiglia contro la Norvegia, pareggiata 0-0, partendo titolare e venendo poi sostituita al 53' da Isabelle Le Boulch.
Ha realizzato la sua prima rete il 12 novembre 1994, in amichevole in trasferta a Cork contro l'Irlanda, vinta per 3-0, realizzando l'1-0 al 26'.
Nel 1997 è stata convocata dal CT Aimé Mignot per l'Europeo di Norvegia e Svezia, il primo di sempre per le francesi. Utilizzata in tutte e tre le gare, ha pareggiato per 1-1 all'esordio contro la Spagna, vinto per 3-1 alla seconda contro la Russia, ma perso per 3-0 all'ultima contro la Svezia, uscendo con 4 punti, gli stessi delle spagnole, seconde, ma con una differenza reti peggiore.
Anche la successiva commissaria tecnica Élisabeth Loisel l'ha inserita nella rosa delle 20 per l'Europeo di Germania 2001, nel quale Les Bleues sono state battute nelle prime due gare, 3-0 dalla Norvegia e 4-3 dalla Danimarca, venendo eliminate, e hanno ottenuto una vittoria, inutile, soltanto all'ultima gara, battendo 2-0 l'Italia il 1º luglio 2001, nella 50ª e ultima presenza in nazionale di Zenoni, entrata al 90' al posto di Stéphanie Mugneret-Béghé. Zenoni era scesa in campo anche nella prima gara della competizione.

## Palmarès

### Club
- Campionato francese di seconda divisione: 1

Tolosa: 1993-1994
- Campionato francese: 4

Tolosa: 1998-1999, 1999-2000, 2000-2001, 2001-2002
- Coppa di Francia: 1

Tolosa: 2001-2002

### Individuale
- Miglior giocatrice della campionato francese ai Trophées UNFP du football: 1

2001